# 第百九十二号哨戒特務艇
第百九十二号哨戒特務艇（だいひゃくきゅうじゅうにごうしょうかいとくむてい）は、日本海軍の特務艇（哨戒特務艇）。第一号型哨戒特務艇の76番艇。竣工艇中では、本艇が第一号型の最終艇となる。

## 艇歴
マル戦計画の特務艇、第2121号艦型の192番艇、仮称艦名第2312号艦として計画。1944年11月5日、第百九十二号哨戒特務艇と命名されて第一号型哨戒特務艇の70番艇に定められ、本籍を佐世保鎮守府と仮定。
1945年6月19日、船体概成により福岡造船鉄工株式会社から佐世保海軍工廠へ引き渡し。7月27日竣工し、本籍を佐世保鎮守府に定められ、元山方面特別根拠地隊に編入。以後法令、令達、通牒等に記載が無いため消息不明。終戦時は元山に所在していたと推定されている。
1947年5月3日、第百九十二号哨戒特務艇は海軍編制の廃止に伴い除籍された。